# Rete urbana
La rete urbana è il quarto livello della suddivisione territoriale telefonica italiana.
Più reti urbane costituiscono un'area locale (istituita nel 1997 in sostituzione del settore). Solitamente una rete urbana comprende più comuni contigui.

## Tipologie
Le reti urbane possono essere monocentriche, policentriche, o polarizzate. Quando esiste un'unica città, divenuta il centro della rete, la rete urbana è da considerarsi monocentrica; è policentrica quando vi sono più città principali, e queste sono di pari grandezza; è polarizzata quando collega tra loro più città minori.